# Zbiór Smitha
Zbiór Smitha – w ordynacjach wyborczych jest to najmniejszy niepusty zbiór kandydatów uczestniczących w konkretnych wyborach, gdzie każdy z nich wygrywa z każdym innym kandydatem spoza tego zbioru w zestawieniach parami.
Zbiór Smitha to jedno z możliwych ustaleń najlepszego wyboru głosowaniem. Ordynacje wyborcze, w których zwycięzca zawsze należy do zbioru Smitha, spełniają kryterium Smitha i noszą miano ordynacji typu Smith-wydolnych (ang.: Smith-efficient).
Zbiór kandydatów, w którym każdy element wygrywa w zestawieniu parami z każdym elementem spoza zbioru, jest także znany jako zbiór dominujący.